# 레자 호세이니 나삽
그랜드 아야톨라 호세이니 나삽 만들기(영어: Grand Ayatollah Hosseini Nassab, (생년월일: 1960), 22개 조직의 설립자, 215권의 책 저자, 함부르크 이슬람 센터 회장 및 캐나다 이슬람 시아파 연합 회장이다.

## 간행물
그는 이슬람 신학, 시아파 신앙, 철학, 법학, 논리학에 관한 215권 이상의 책을 저술했다.

## 센터
그는 캐나다, 독일, 스위스에 20개 이상의 센터를 설립했다.